# Scleroprocta balcanica
Scleroprocta balcanica là một loài ruồi trong họ Limoniidae. Chúng phân bố ở miền Cổ bắc.